# Mjuggsjön (Njutångers socken, Hälsingland)
Mjuggsjön är en sjö i Hudiksvalls kommun i Hälsingland och ingår i Delångersån-Nianåns kustområde. Sjön har en area på 0,178 kvadratkilometer och ligger 23 meter över havet.

## Delavrinningsområde
Mjuggsjön ingår i det delavrinningsområde (683535-156793) som SMHI kallar för Rinner mot Gårdsfjärden. Medelhöjden är 21 meter över havet och ytan är 6,73 kvadratkilometer. Det finns inga avrinningsområden uppströms utan avrinningsområdet är högsta punkten. Avrinningsområdets utflöde mynnar i havet, utan att ha någon enskild mynningsplats. Avrinningsområdet består mestadels av skog (78 procent). Avrinningsområdet har 0,18 kvadratkilometer vattenytor vilket ger det en sjöprocent på 2,6 procent. Bebyggelsen i området täcker en yta av 0,21 kvadratkilometer eller 3 procent av avrinningsområdet.